# مترسک (ترانه)
مترسک (به انگلیسی: The Scarecrow) آهنگی از آلبوم نی‌زن بر دروازه‌های سپیده‌دم گروه سایکدلیک راک پینک فلوید در سال ۱۹۶۷ است که قبل از انتشارش به همراه آلبوم، به عنوان بی‌ساید تک‌آهنگ «نواختن امیلی را ببین» نیز عرضه شده بود. این تک‌آهنگ توسط گیتارنواز گروه سید برت نوشته شده‌است. آهنگ شامل تم‌های نوظهور اگزیستانسیالیسم است.

## سازندگان و مشارکت کنندگان
- راجر واترز - گیتار بیس
- نیک میسن - سازهای کوبه‌ای
- ریک رایت - ارگ
- سید برت - گیتار و خواننده